# The Other Side of Ozzy Osbourne
The Other Side of Ozzy Osbourne est un album compilation très rare sortie au Japon et à Hong Kong en 1984. L'album est constitué de B-Side et de versions de chansons en spectacle. Les cinq premières chansons sont jouées par Randy Rhoads et les autres par Jake E Lee.

## Titres
1. Mr. Crowley (live)
2. I Don't Know (live)
3. Suicide Solution (live) 04:26
4. You, Looking at Me Looking at You 04:12
5. You Said it All (live) 04:07
6. Bark at the Moon (live) 04:16
7. One up the B-Side 03:23
8. Spiders 04:22
9. Paranoid (live) 03:45
10. Suicide Solution (live)